# Intellivision
Intellivision je igraća konzola koju je na tržište izbacila američka tvrtka Mattel 1980. Razvoj na ovoj konzoli počeo je 1978. ili skoro nepunu godinu nakon što je na tržište izbačena konzola Atari VCS 2600. Konzola Intellivison je bila napredna u odnosu na ostale takmace svoga vremena, osobito zvučnim i grafičkim sposobnostima.

## Značajke
- Mikroprocesor General Instrument CP1610 na 894,886 kHz
- RAM: 1456 bajtova
- ROM: 7168 bajtova
- Grafička rezolucija: 159×192 točaka, 16 boja
- Zvuk: tri kanala